# Gapinge
Gapinge (Zeeuws: (Ter) Gaepienge) is een klein dorp in de gemeente Veere, in de Nederlandse provincie Zeeland. Op 1 januari 2023 had het dorp 520 inwoners. Gapinge ligt op zo'n vijf kilometer ten noorden van Middelburg en circa twee kilometer ten westen van de stad Veere. Bezienswaardig zijn onder meer de hervormde kerk in het centrum (die onder andere voor cd-opnames wordt gebruikt), twee vliedbergen aan de rand van het dorp en de gerestaureerde korenmolen De Graanhalm.
De oorsprong van het dorp is moeilijk meer te achterhalen. De naam zou kunnen wijzen op een stichter met een Friese naam, Gabo; indien dat zo is moet het dorp erg oud zijn.
Gapinge vormde vanaf 1815 een zelfstandige gemeente, tot het in 1857 bij Vrouwenpolder werd gevoegd. Het dorp had toen niet meer dan 200 inwoners. In de twintigste eeuw is dat aantal omhooggegaan; in de jaren negentig werd een nieuwe straat aan het dorp toegevoegd, de Nieuwe Wei. Uit oogpunt van behoud van de dorpsgemeenschap is de gemeente echter wat voorzichtiger geworden met deze dorpsnieuwbouw, in het vakjargon bijgenaamd witte schimmel.

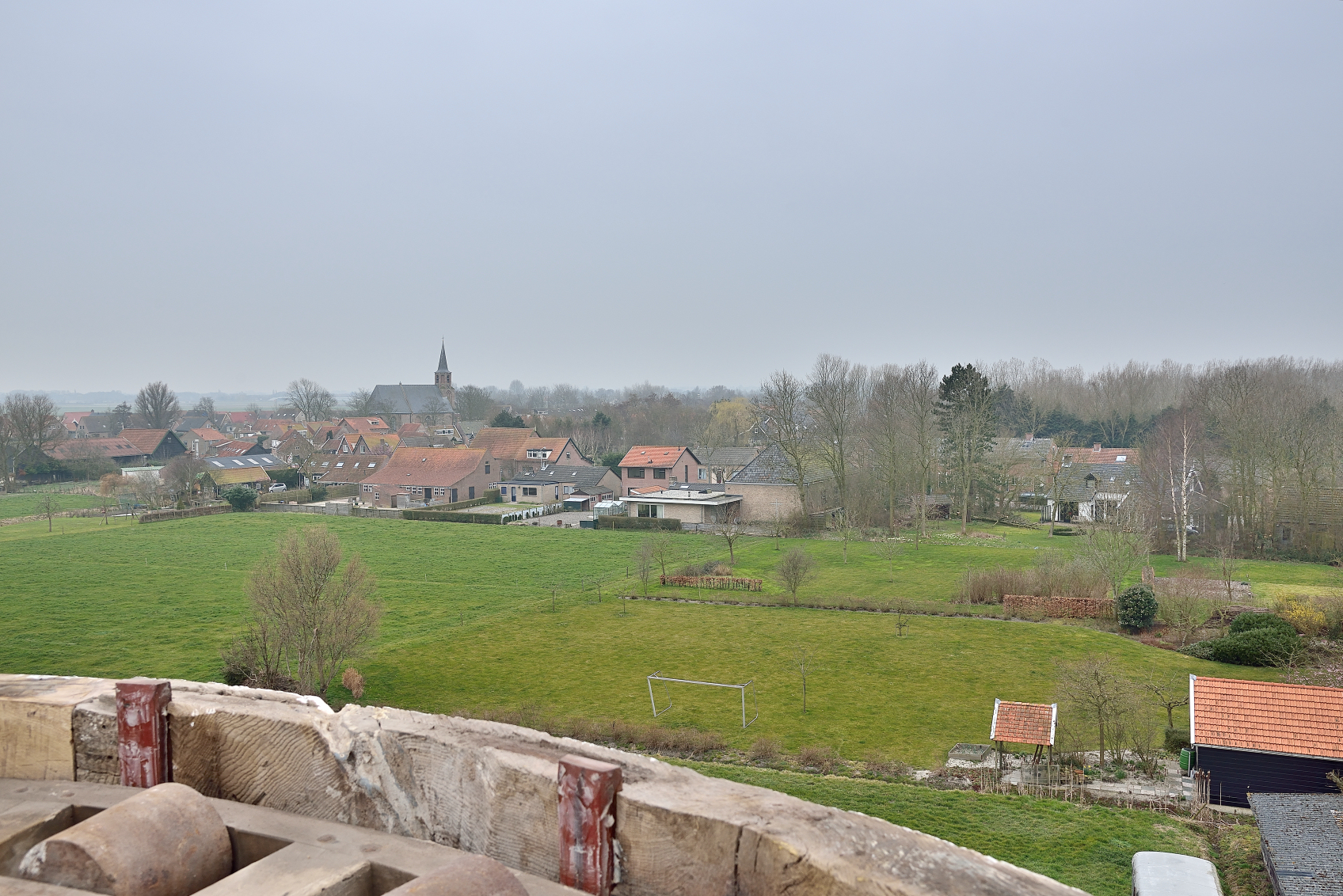
Gapinge gezien vanuit de molen De Graanhalm
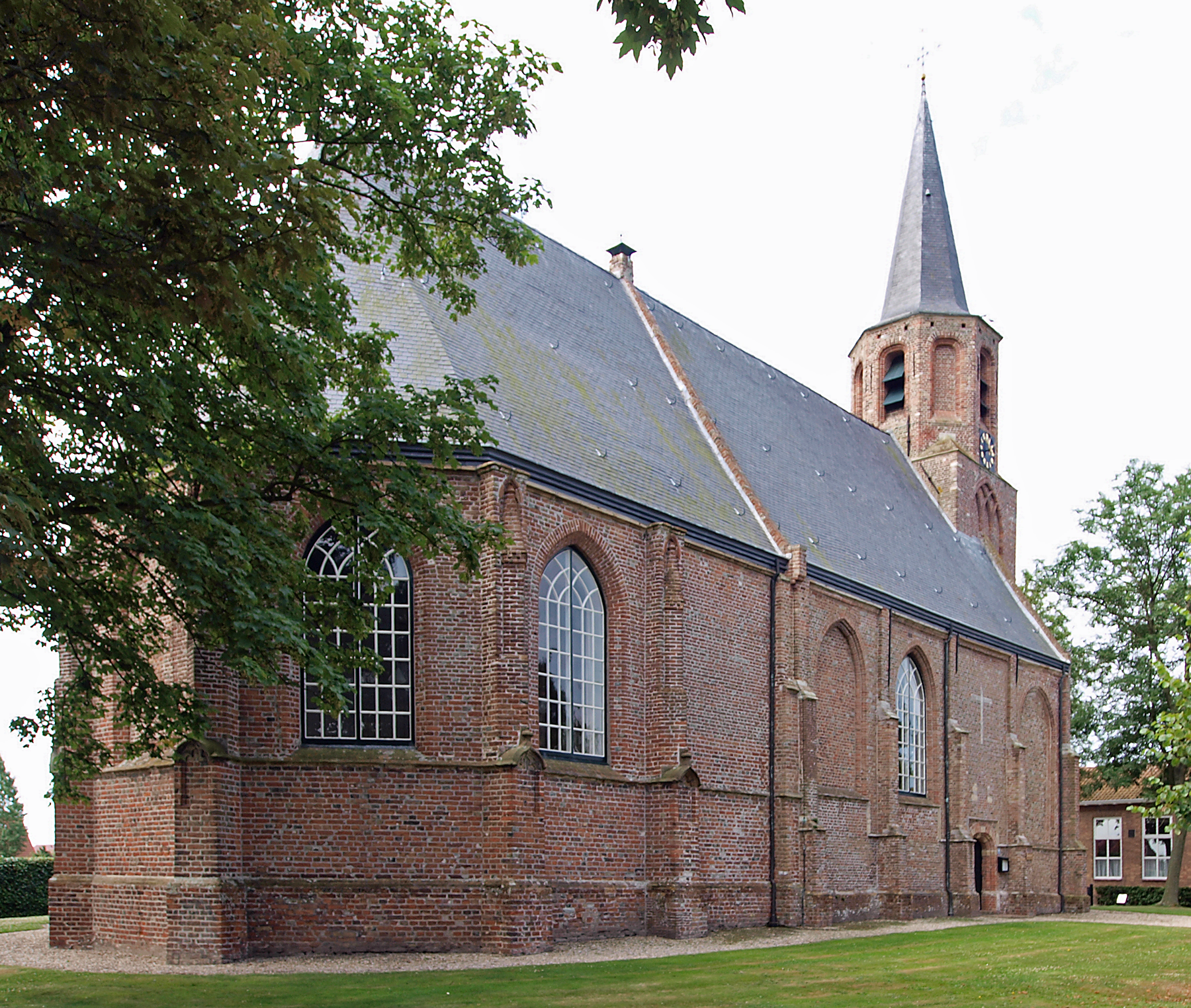
De hervormde kerk
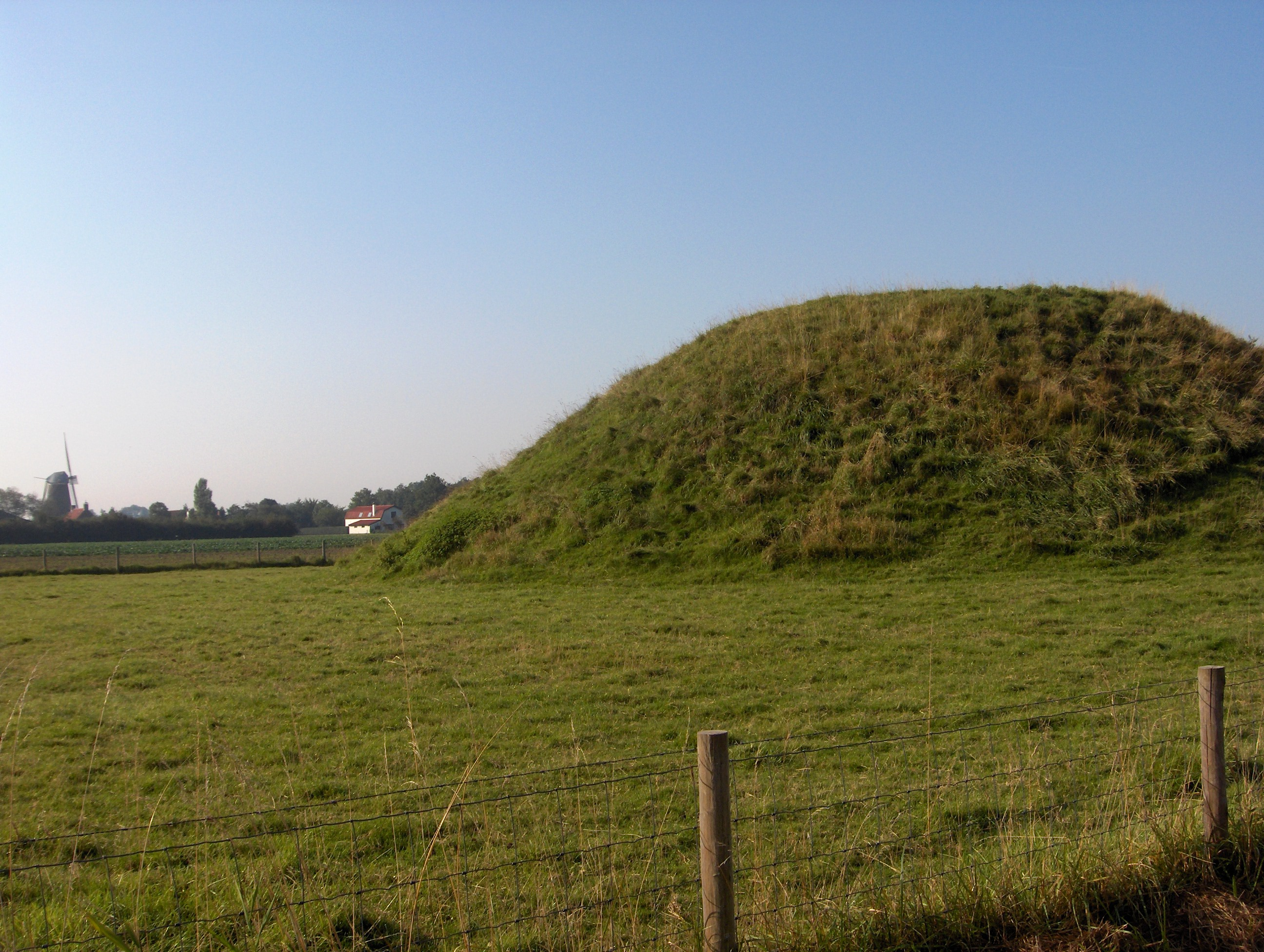
De vliedberg ten noorden van het dorp